# Tetragonolobus erectus
Tetragonolobus erectus là một loài thực vật có hoa trong họ Đậu. Loài này được (L.) Prokh. miêu tả khoa học đầu tiên năm 1949.